# 상법
상법(商法)은 기업의 경영과 상거래에 대한 법률이다. 민법과 함께 사법(私法)의 영역에 속하는 법률 분야로서 민법의 일부로 다루기도 한다. 형식적 의의의 상법과 실질적 의의의 상법의 두 가지가 있다. 형식적 의의의 상법은 '상법'이라는 명칭을 가진 제정법전, 즉 상법전을 말하는데, 이는 각국의 역사적 배경과 입법정책을 반영하고 있다. 따라서 상법전이라는 성문법규는 나라와 시대에 따라 이것을 가진 나라도 있고 갖고 있지 않은 나라도 있으며, 또 상법전을 가진 나라도 나라와 시대에 따라 그 내용과 체계를 달리 하고 있다. 실질적 의의의 상법은 상법전의 유무, 내용과는 관계 없이 상법으로서 통일적, 체계적으로 파악할 수 있는 특수한 법역(法域)을 뜻한다.

## 대한민국 상법의 체계
- 상법총칙
- 상행위법
- 회사법
- 보험법
- 해상법
- 항공운송법

## 상법과 민법에 대한 일원론과 이원론
상법은 민법과 마찬가지로 사적 자치의 영역에서의 거래관계를 다루는 법영역으로서 민법과 별도의 법체계로서의 독립성을 인정해야 하는지에 대해서 논란이 있다. 즉, 상법을 민법의 일부로 보는 일원론적 관점과, 민법에 대한 상법의 독립성을 인정하는 이원론적 관점이 있다.
대한민국 상법은 이원론적 관점에서 민법과 다른 법률로서 제정되어, 상행위에 있어서는 민법에 대해 우선적으로 적용되는 민사특별법의 지위를 가진다.
일본이나 독일의 경우도 민법과 독립된 별도의 상법전을 가지고 있다. 중화인민공화국에는 별도의 상법전이 없다.

## 미국의 상법의 체계
- 미국통일상법전

미국에서는 회사가 설립준거법인 회사법의 내용에 불만을 갖게 되면 쉽게 다른 주의 회사법으로 설립준거법을 바꾸어버릴 수 있다. 따라서 미국에서는 회사법을 경영진에 불리한 방향으로 개정하는 것이 용이하지 않다. 어느 한 주가 회사법의 개혁에 성공한다고 하여도 다른 주들이 그대로 남아 있는 한 그 개혁은 의미를 크게 상실할 것이다. 개정된 내용에 불만이 있는 회사들이 모두 다른 주로 옮겨갈 가능성이 있기 때문이다.